# Dana Davis
Dana Davis (Davenport, 4 de outubro de 1978) é uma atriz estadunidense.

## Filmografia
- The Steve Harvey Show (1 episódio, "Player, Interrupted", 2000) ....
- Boston Public (2 episódios, "Chapter Eighteen" and "Chapter Twenty", 2001) .... Marie Ronning
- One on One (1 episódio, "Playing Possum", 2001) .... Meg/Girl #1
- Malcolm in the Middle (1 episódio, "Poker #2", 2002) .... Chandra
- No Prom for Cindy (2002) .... Kris
- Joan of Arcadia (1 episódio, "Bringeth It On", 2003) .... Nicky
- That's So Raven (1 episódio, "The Road to Audition", 2004) .... Jasmine
- Raise Your Voice (2004) .... Denise Gilmore
- Coach Carter (2005) .... Peyton
- Point Pleasant (3 episódios, "Piloto", "The Lonely Hunter" e "Last Dance", 2005) .... Lucinda
- Cold Case (1 episódio, "Strange Fruit", 2005) .... Mathilde
- Testing Bob (2005) (TV) .... Ryan
- Gilmore Girls (2 episódios, "Say Something" and "The UnGraduate", 2005) .... Althea
- The O.C. (2 episódios, "The Disconnect" and "The Safe Harbor", 2005-2006) .... Madison
- Veronica Mars (2 episódios, "Blast from the Past" e "Ain't No Magic Mountain High Enough", 2005-2006) .... Cora Briggs
- CSI: Miami (1 episódio, "Deviant", 2006) .... Julia Hill
- Hidden Palms (1 episódio, "Piloto", 2007) .... Michelle Meadows
- The Nine (13 episódios, 2006-2007) .... Felicia Jones
- Prom Night (2008) (2008) .... Lisa Hines
- Heroes (7 episódios, 2007-2008) .... Monica Dawson
- Heroes Unmasked (4 episódios, "Travelling in Style" e "The Casting Couch", "New World Disorder" e "From Heroes to Villains", 2008) .... ela mesma e Monica Dawson
- Pushing Daisies (1 episódio, "Frescorts", 2008) .... Barb
- Relative Stranger (2008) (TV) .... Denise
- 10 Things I Hate About You (2009) .... Chastity Church
- Franklin & Bash .... Carmen Phillips